# Nello Velucchi
Nello Velucchi (Vitiano, 9 febbraio 1936) è un ex ciclista su strada italiano, professionista dal 1956 al 1963.

## Carriera
Passato professionista nel settembre del 1956 nel corso delle sette stagioni disputate nella massima categoria senza ottenere successi e svolgendo il ruolo di gregario.
Nel 1959 passò definitivamente alla Atala con la quale partecipò al Giro d'Italia e con cui colse due in corse in linea del panorama italiano: secondo alla Milano-Vignola e terzo al Giro dell'Appennino.
Negli anni successivi prese parte a due edizioni del Tour de France, al servizio di Vittorio Adorni e Graziano Battistini, non riuscendo però a portare a termine nessuna delle due, e a altre due edizioni del Giro d'Italia, oltre che alle principali classiche e corse in linea del circuito italiano.

## Palmares
- 1956 (Dilettanti, due vittorie)

Gran Premio Città di Camaiore
Coppa 29 Martiri di Figline di Prato

## Piazzamenti

### Grandi Giri
- Giro d'Italia

1959: 67º
1960: 75º
1963: 72º
- Tour de France

1962: fuori tempo massimo (alla 7ª tappa)
1963: ritirato (alla 3ª tappa)

### Classiche monumento
- Milano-Sanremo

1957: 74º
1959: 35º
1961: 92º
1962: 61º
1963: 71º
- Giro di Lombardia

1956: 24º
1959: 21º
1960: 67º